# 阿爾弗雷德傳

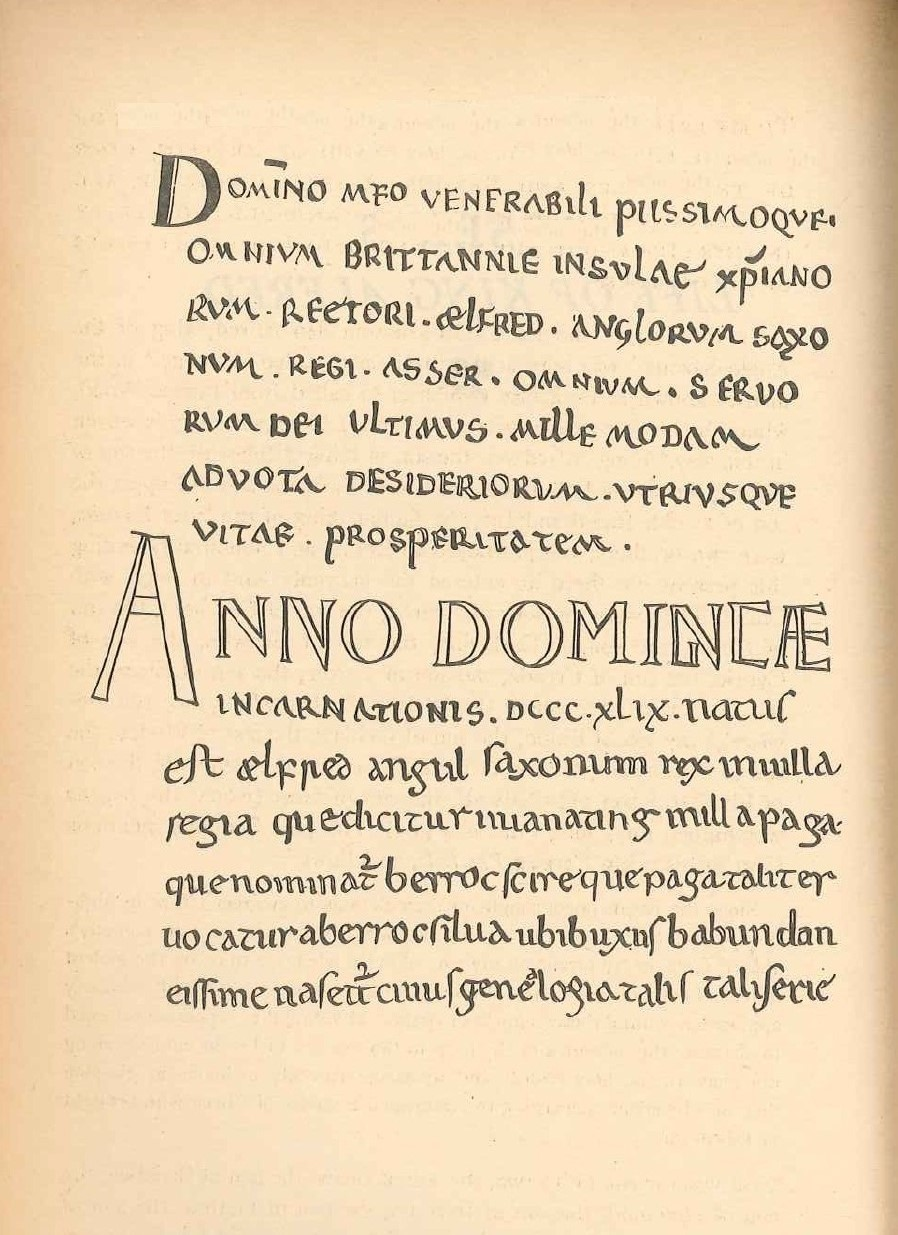
阿塞爾《艾爾弗雷德傳》手抄本（摹本）

《艾爾弗雷德傳》是一本英國古代史書，作者为阿塞爾（又譯阿塞、阿瑟、阿色耳），是威塞克斯（又譯西撒克遜）艾爾弗雷德大王（又譯阿爾弗雷德大王）時期的僧侶及學者，曾侍奉艾爾弗雷德學習。阿塞爾在893年以拉丁文編寫本書，全書篇幅有106章，內容記載艾爾弗雷德的生平、威塞克斯國情、對維京人的征戰等事跡。本書是首部有關盎格魯-撒克遜君王的傳記，書中包含了不少艾爾弗雷德時代的珍貴史料，但在後世曾被懷疑是偽書，故此史家對它既重視，又對其內容審慎使用。

## 本書的編撰

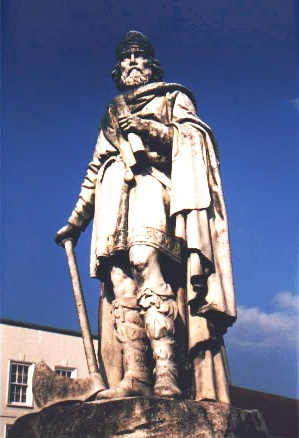
《艾爾弗雷德傳》裡的主要人物艾爾弗雷德大王

《艾爾弗雷德傳》的作者阿塞爾（又譯阿塞、阿瑟、阿色耳）是威爾士人，生年不詳，早年在聖大衞寺院當修道士，後獲得威塞克斯（又譯西撒克遜）國王艾爾弗雷德邀請入朝，幫助國王學習，經常與國王在宮中議廳同坐，一同探討各種話題。892至902年間就任瑟波恩（又譯舍伯恩）主教，至908至909年去世。
阿塞爾編撰本書的時間，後世從書中提到當時是艾爾弗雷德45歲的時候，得知是在893年寫成。阿塞爾的編撰材料，是以《盎格魯-撒克遜編年史》（用古英語寫成）的其中一份稿本為基礎，將之譯為拉丁語，然後又盡可能地從艾爾弗雷德本人、他的廷臣及家人那裡，搜集資料以補充書中內容。全書篇幅至到106章就完結，既不提及艾爾弗雷德在890年代與維京人的抗爭及去世，又沒有寫下總結或後記，這樣的結束就顯得唐突，因此本書應為未竟之作。
本書的一個特點是辭藻華麗，學者Simon Keynes指出這是阿塞爾受中世紀早期的其他拉丁文作家影響所致，尤其喜愛加入法蘭克文化元素，寫這本書時就曾引用艾因哈德著作裡的文句。
據J·W·湯普森提到，《艾尔弗雷德傳》曾被後世懷疑並非阿塞爾本人的著作，而是11世紀時人杜撰，另外還有一些人相信本書是真的，但被後人插入不少東西。指出因原文惡劣而產生疑點，但總體來說對阿塞爾並不懷疑。W·H·史梯芬孫、普蘭麥等史家對這本書則是認同的。

## 內容概述
《艾爾弗雷德傳》的106章內容，大致可分成兩個部分，以及一個小段落：
- 第一部分，為第1章至第86章。講及艾爾弗雷德大王生平，敘述時間至到887年，包括國王童年時的詳情（第22至25章）、對威塞克斯（又譯西撒克遜）國王布里特里克之妻埃德伯（英语：Eadburh）的論述（第14至15章）、與維京人之間的多場戰事，如878年的埃丁頓之役（英语：Battle of Edington）大捷（第56章）、國王37歲（885年）時的一場大病（第74章）、他的兒女（第75章）、招募學者在宮中講授，包括作者本人的應募（第76至81章）等等。
- 第87至90章是一個小段落，簡述阿塞爾本人侍奉艾爾弗雷德時的事情。
- 第二部分，為第90至第106章。是對艾爾弗雷德治國水準的頌揚，內容關於他的統治、宗教推動政策、他的個人事務、對公義和智慧的追求等等。[8]

## 評價
《艾爾弗雷德傳》在後世史學界，獲得相當的重視。英國學者Simon Keynes、Michael Lapidge認為，本書是最早一部世人所知的盎格魯-撒克遜君王傳記，故此對英國早期歷史研究有著無可估量的價值。然而阿塞爾在書中為國王塗脂抹粉，卻不幸地使國王生平事跡顯得模糊不清。美國學者J·W·湯普森指出，《艾爾弗雷德傳》在後世學界裡評價不一，有讚譽為很好，亦有人不以為然，又謂「利用其內容時，除非有其他資料核對，否則必須謹慎」。

## 流傳情況
《艾爾弗雷德傳》在893年寫成之後，曾有一份約在1000年左右製成的抄本留存至近代，收藏於科頓圖書館，唯在1731年一次失火中燒毁，幸而在大火前的1722年，該抄本已被摹製，由古籍收藏家Francis Wise出版。至於本書的出版卻甚早，最早的在1572年，题為《Ælfredi Regis res Gestæ》。1848年起出現了多種現代英語翻譯本，如J. A. Giles譯本（1848年）、J. Stevenson譯本（1854年）、Edward Conybeare譯本（1900年）、L. C. Jane（1908年）、Albert S. Cook譯本（1906年）、Simon Keynes及Michael Lapidge的譯本（1983年）等等。

## 引用來源
1. ↑  Asser: Life of King Alfred, in Alfred the Great, Asser's Life of King Alfred and other contemporary sources, p.99. Penguin Books Ltd., Middlesex, England.
2. ↑  《盎格魯-撒克遜編年史》，北京商務印書館，99頁；Simon Keynes and Michael Lapidge: Alfred the Great, Asser's Life of King Alfred and other contemporary sources: Introduction, p.48-53. Penguin Books Ltd., Middlesex, England.
3. ↑  Asser: Life of King Alfred, in Alfred the Great, Asser's Life of King Alfred and other contemporary sources, p.101. Penguin Books Ltd., Middlesex, England.
4. ↑  Simon Keynes and Michael Lapidge: Alfred the Great, Asser's Life of King Alfred and other contemporary sources: Introduction, p.48-53. Penguin Books Ltd., Middlesex, England；J·W·湯普森《歷史著作史》上卷第一分冊，謝德風譯，北京商務印書館，236-237頁。
5. ↑  Simon Keynes and Michael Lapidge: Alfred the Great, Asser's Life of King Alfred and other contemporary sources: Introduction, p.55-56. Penguin Books Ltd., Middlesex, England.
6. ↑   Michael Lapidge, John Blair, Simon Keynes, and Donald Scragg: Asser, in The Blackwell encyclopedia of Anglo-Saxon England, p.49. Blackwell Publishers Ltd., Malden, Mass, England.
7. 1 2  J·W·湯普森《歷史著作史》上卷第一分冊，謝德風譯，北京商務印書館，237頁。
8. ↑  See the chapters in Asser's Life of King Alfred, and Simon Keynes and Michael Lapidge: Introduction, in Alfred the Great, Asser's Life of King Alfred and other contemporary sources: Introduction, p.55-56. Penguin Books Ltd., Middlesex, England.
9. ↑  Simon Keynes and Michael Lapidge: Alfred the Great, Asser's Life of King Alfred and other contemporary sources: Introduction, p.48. Penguin Books Ltd., Middlesex, England.
10. ↑  Simon Keynes and Michael Lapidge: Alfred the Great, Asser's Life of King Alfred and other　contemporary sources: Notes, p.223-227. Penguin Books Ltd., Middlesex, England.